# Cantone di La Chapelle-en-Vercors
Il Cantone di La Chapelle-en-Vercors era un cantone della Francia dell'arrondissement di Die.
A seguito della riforma approvata con decreto del 20 febbraio 2014, che ha avuto attuazione dopo le elezioni dipartimentali del 2015, è stato soppresso.

## Composizione
Comprendeva i comuni di:
- La Chapelle-en-Vercors
- Saint-Agnan-en-Vercors
- Saint-Julien-en-Vercors
- Saint-Martin-en-Vercors
- Vassieux-en-Vercors